# Dragoman
Pour les articles homonymes, voir Dragoman (homonymie).
Dragoman (en bulgare Драгоман) est une ville de l'ouest de la Bulgarie.

## Géographie
La ville de Dragoman est située dans l'ouest de la Bulgarie, à 44 km au nord-ouest de Sofia.
La ville est le chef-lieu de la commune de Dragoman, qui fait partie de la région de Sofia.
Démographie,,
| 1900 | 1905 | 1975  | 1985  | 1992  | 2001  | 2005  | 2010  |
| ---- | ---- | ----- | ----- | ----- | ----- | ----- | ----- |
| 582  | 599  | 3 600 | 4 065 | 3 884 | 3 755 | 3 564 | 3 343 |

## Histoire
La ville de Dragoman et ses environs ont fait l'objet de très peu de fouilles archéologiques et de recherches historiques ; de ce fait, son passé est mal connu.
Les environs de Dragoman sont habités au moins depuis le IIIe siècle av. J.-C. mais la première mention du nom de la localité figure dans un registre fiscal ottoman du XVe siècle.
Dragoman est libérée du joug ottoman le 1er août 1878 lorsque, à la suite du traité de Berlin du 13 juillet 1878, la région est transmise par l'armée russe aux autorités bulgares.

## Galerie

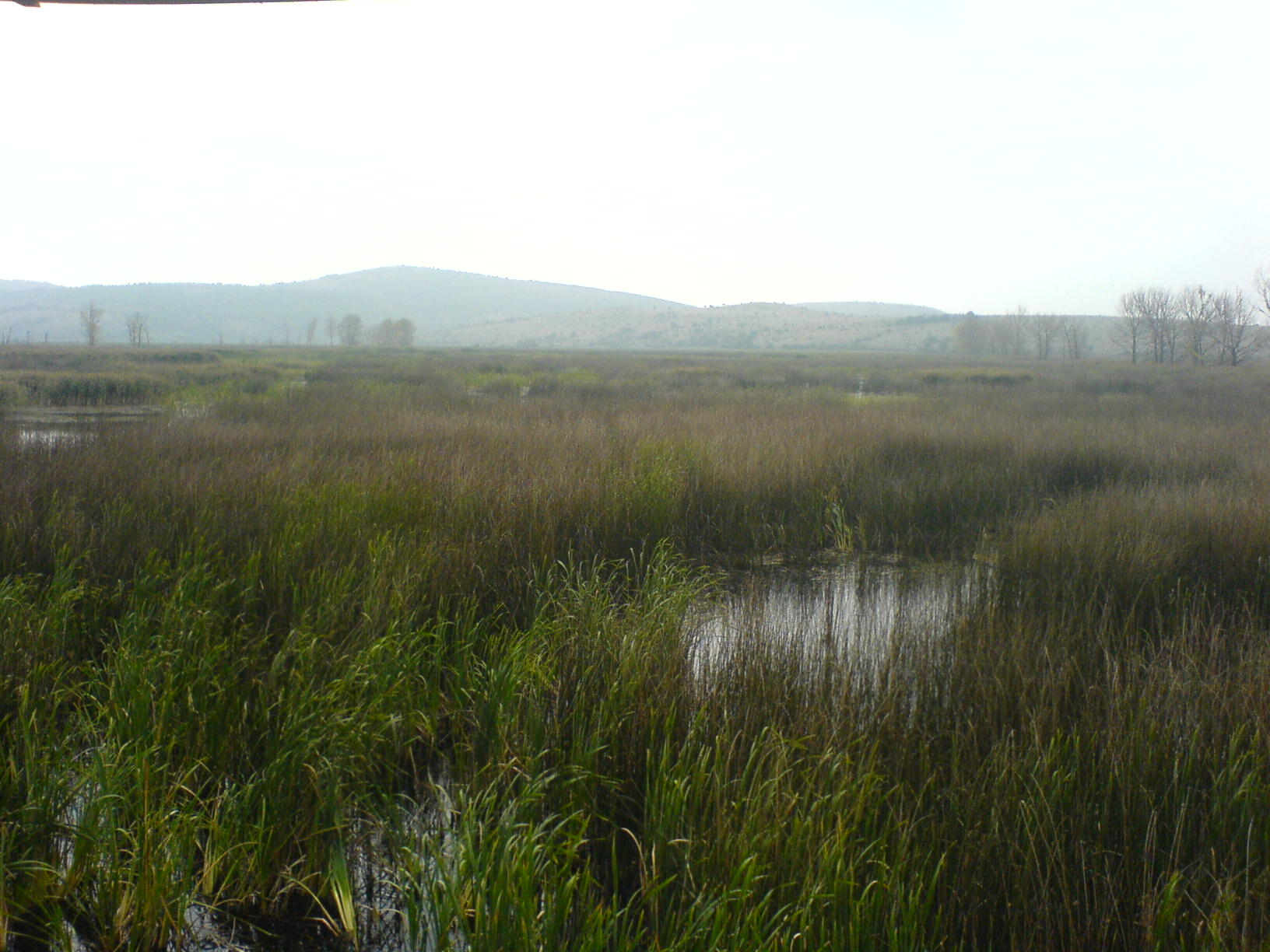
Le marais de Dragoman
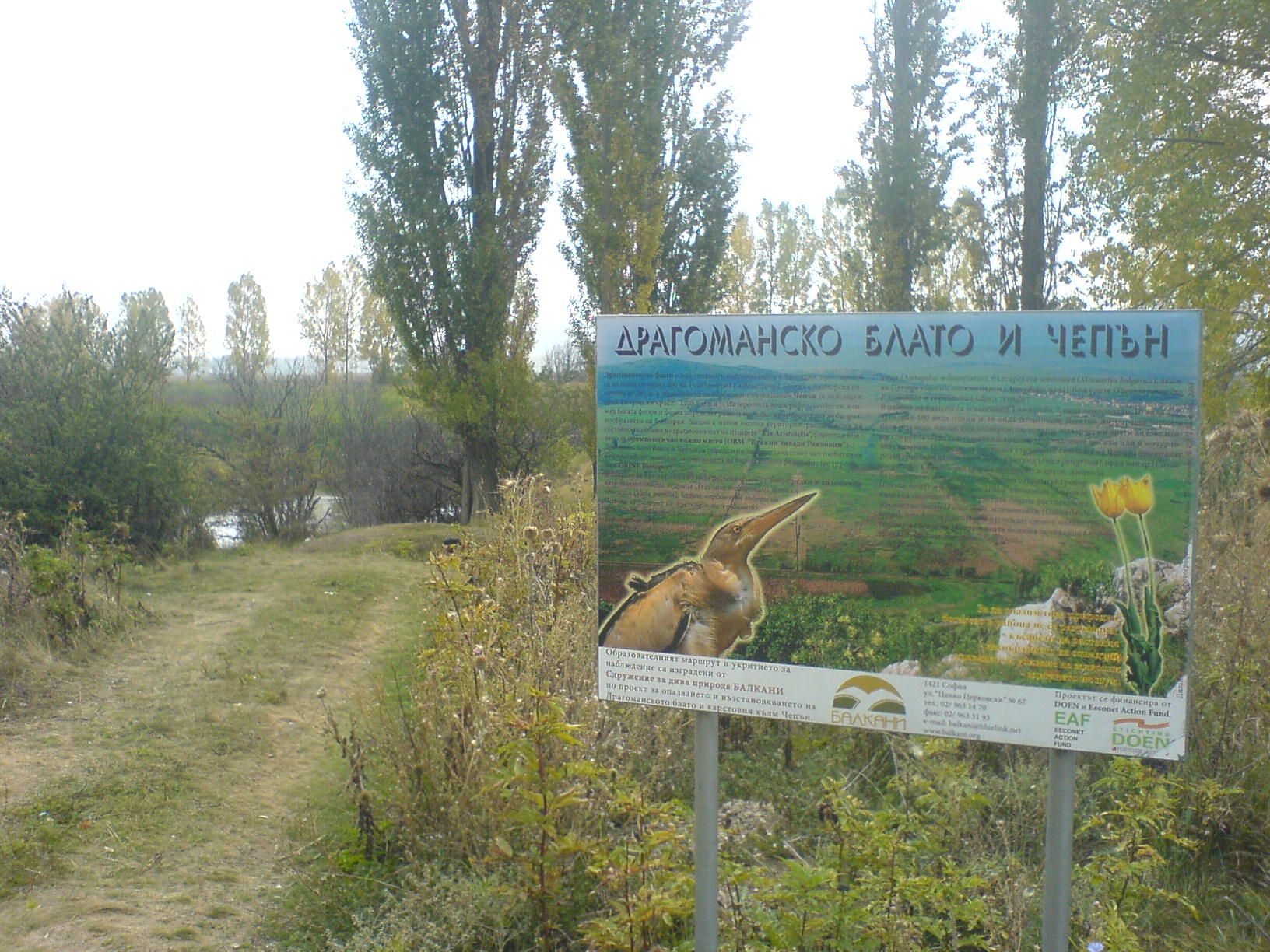
Entrée du marais de Dragoman